# 눈길
눈길(line of sight, sightline, sight line) 또는 시선(視線)은 시각 축(visual axis)이라고도 하며 시청자/관찰자/관객의 눈과 관심 대상 사이의 가상 선(imaginary line) 또는 상대적 방향이다.

## 같이 보기
- 분절 신경분포
- 상호 신경지배
- 다리의 피부 신경분포
- 등가 신경지배에 대한 헤링의 법칙